# Eois hyriaria
Eois hyriaria là một loài bướm đêm trong họ Geometridae.